# Capitán Conan
Capitán Conan (Capitaine Conan según su título original en francés) es una película francesa dirigida por Bertrand Tavernier. Este drama bélico del año 1996 se basa en la novela ganadora del Premio Goncourt de 1934, Capitaine Conan de Roger Vercel.

## Sinopsis
En la infantería francesa del frente macedonio durante la Primera Guerra Mundial, Conan, un oficial de los elitistas Chasseurs alpins (Cazadores alpinos), es el carismático líder de un pelotón especial, con muchos miembros procedentes de prisiones militares, que atacan las líneas enemigas por la noche sin tomar prisioneros. Desprecia a los soldados de carrera, y su único amigo es un joven con estudios, Norbert.
Cuando se firma el armisticio con Bulgaria en septiembre de 1918, envían a su unidad a Bucarest, capital de Rumanía, aliada de Francia, como parte de la intervención aliada en la Guerra Civil Rusa. Sin luchar y sin ser tampoco desmovilizado, la moral se hunde y comienzan los consejos de guerra. Después de una exitosa defensa, Norbert se ve obligado a convertirse en acusación por la amenaza de que, si no lo hace, se imputará a Conan. En un brutal ataque sobre un club nocturno lleno de gente, algunos de los hombres de Conan roban la recaudación, lesionando a una cantante y matando a la cajera. Con la ayuda de la policía rumana y una prostituta francesa, Norbert encuentra a los hombres pero logra sentencias livianas para ellos.
Una viuda llega desde Francia buscando a su hijo, a quien encuentra esperando juicio por deserción. Después de escuchar su historia, Norbert cree que el chico puede ser inocente y que su oficial lo que busca es que le peguen un tiro. Conan, que odia al oficial, está de acuerdo, y se lleva a Norbert a la antigua línea del frente donde el muchacho se perdió en acción. Ambos se convencen de su inocencia.
La lucha estalla de nuevo cuando los franceses se trasladan al Danubio y les ataca el Ejército Rojo. Durante la acción, Conan vacía la prisión y lidera a sus hombres hasta una última victoria. En una sombría coda, años más tarde de vuelta a Francia, Norbert visita a Conan para descubrir que ya no es un gallardo héroe, sino un tendero enfermo.

## Reparto
- Philippe Torreton: Conan
- Samuel Le Bihan (en francés): Norbert
- Bernard Le Coq: Teniente de Scève
- Catherine Rich (en francés): Madeleine Erlane
- François Berléand: Comandante Bouvier
- Claude Rich: General Pitard de Lauzier
- Cécile Vassort: Georgette
- André Falcon: Coronel Voirin
- Claude Brosset: Padre Dubreuil
- Crina Muresan: Ilyana
- Cécile Vassort: Georgette
- François Levantal: Forgeol
- Pierre Val: Jean Erlane
- Roger Knobelspiess: Mayor Cuypene
- Frédéric Pierrot: conductor
- Jean-Claude Calon: secretario judicial oficial Loisy
- Laurent Schilling: Beuillard
- Jean-Yves Roan: Rouzic
- Philippe Héliès: Grenais
- Tonio Descanvelle: Caboulet
- Éric Savin: armero
- Olivier Loustau: Mahut
- Jean-Marie Juan: Lethore
- Jean-Christophe Chavanon: centinela de Scève
- Christophe Calmel: centiela 2 de Scève
- J.P. Monaghan: Mayor inglés
- Laurent Bateau: Perrin, soldado
- Tervelt Nikolov: soldado búlgaro
- Eric Dufay: teniente Fideli
- Philippe Frécon: Ménard, el cocinero
- Diana Radu: camarera en el Café Sokol
- Michel Charvaz: sargento Café Sokol
- Patrick Delage: Messinge, el camarero
- Patrick Brossard: Riquiou
- Yvon Crenn: ordenanza Floch
- Christophe Odent: Cabanel
- Franck Jazédé: Havrecourt
- Dominique Compagnon: Morel
- Pascal Guérin: soldado que llega a última hora
- Christophe Vandevelde: soldado clase II
- Maria Pitarresi: una enfermera
- Patrice Verdeil: soldado "quart d'eau"
- Frédéric Diefenthal: sargento de Bucarest
- Daniel Langlet: principal
- Luminiţa Anghel: cantante en un bar
- Radu Duda: Insp. Stefanesco

## Recepción
Janet Maslin, de The New York Times, dijo que Mr. Torreton personifica poderosamente las cuestiones centrales de la película de en qué se convierte un luchador sin el combate y a dónde llevan los valores inherentes en una batalla salvaje. Ken Fox, de TV Guide, dijo que era tan bella como brutal y que era uno de los mejores films bélicos de los últimos años. Alex Albanese, de Box Office, dijo que la película estaba labrada finamente -tan dura, precisa y desoladora como el personaje que da título a la película.

## Premios y nominaciones
Bertrand Tavernier ganó el premio César al mejor director y Phillippe Torreton el César al mejor actor. La película fue también nominada a otros seis premios César incluyendo el de mejor película, mejor guion y actor revelación. La película fue elegida para Film Presentado en el Festival de Cine de Telluride.